# Material cerâmico

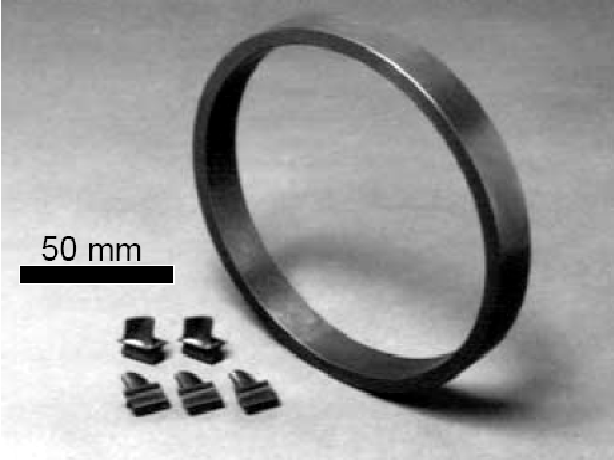
Exemplos de peças de turbinas a gás

Material cerâmico é um tipo de material não polimérico, não metálico e composto normalmente de elementos químicos metálicos e não metálicos unidos por ligação iônica, ligação covalente ou ambos. Os materiais cerâmicos podem ser cristalinos, parcialmente cristalinos ou amorfos. Eles são formados pela ação do calor e subsequente resfriamento. São bons isolantes e têm temperatura de fusão e resistência muito elevadas. O seu módulo de Young (tendendo ao limite elástico que se forma em um ensaio de tração) é elevado e tem um modo de ruptura frágil.
Um dos pilares da análise arqueológica é o desenvolvimento de tipologia de cerâmica, mas em escala geográfica essas tipologias podem ser aplicadas ao limite de suas utilidades. Análise sintética, por exemplo, requer uma tipologia que possa ser aplicada além de um sítio individual. A metatipologia preenche essa lacuna por identificar os termos comuns em utensílios, tipos e variantes descritas e providenciando uma caracterização geral da sequencia de produção dos tipos cerâmicos. 

## Aplicações

### Cerâmicas Tradicionais
- Cerâmica Branca: Louças, Isolantes, Azulejos e Pisos;
- Cerâmica Vermelha: Tubos, Tijolos, Telhas e Lajotas;
- Refratários: Tijolos, Moldes, Cimentos e Cadinhos;
- Construção: Concreto, Gesso e Vidros;
- Abrasivos: Rebolos e Lixas;
- Vidros: Garrafas, Louças, Vidros Planos.

### Cerâmicas Avançadas
- Cerâmicas Eletrônicas: Elementos de aquecimento, Isolantes, Substratos e Semicondutores;
- Cerâmicas aeroespacial: partes de turbinas, isolamento térmico e trocadores de calor;
- Biocerâmica: próteses e implantes;
- Refratários avançados; revestimentos e concretos de alto desempenho;
- Nuclear: Combustíveis;
- Diversos: Ferramentas de corte, Componentes resistentes á abrasão, blindagem, vitrocerâmicos, Monocristais e Fibras ópticas.[5][6]